# 柯永盛
柯永盛（？—1675年），遼陽人，漢軍鑲紅旗，清初軍事將領。
崇德六年（1641年），任佐領。崇德八年（1643年），襲雲騎尉。順治元年（1644年），任刑部理事官、山東膠州總兵。順治三年（1646年），改任江寧總兵、南贛總兵。順治四年（1647年），擢升為湖廣提督。順治十年（1653年），授三等輕車都尉。順治十八年（1659年），改任山西提督。康熙三年（1664年），加左都督。康熙七年（1668年），加太子少保。
柯永盛之弟柯永昇官至湖廣巡撫，堂兄弟柯永蓁官至都統、將軍、署山東提督。